# A Sphere in the Heart of Silence
A Sphere in the Heart of Silence is het vijfde album uit een reeks van zes soloalbums die John Frusciante uitbracht tussen juni 2004 en februari 2005. Het album bevat vooral elektronische muziek die hij samen met Josh Klinghoffer heeft geschreven.

## Tracklist
Alle nummers zijn geschreven door John Frusciante en Josh Klinghoffer
1. "Sphere" – 8:29
2. "The Afterglow" – 5:19
3. "Walls" – 6:19
4. "Communique" – 6:55
5. "At Your Enemies" – 4:23
6. "Surrogate People" – 5:20
7. "My Life" – 1:35